# Am Kreuz 12

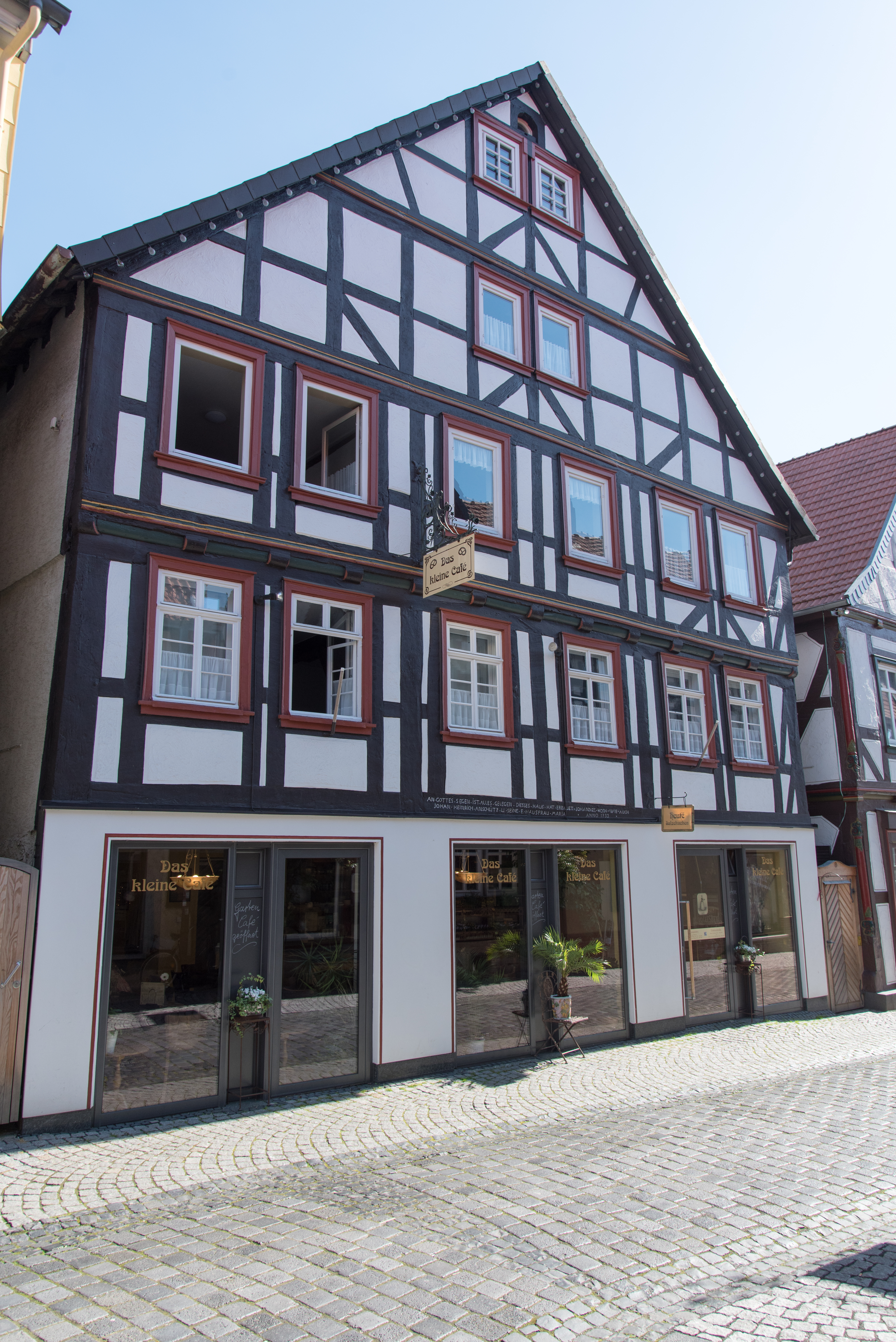
Haus Am Kreuz 12 in Alsfeld

Das Gebäude Am Kreuz 12 in Alsfeld, einer Stadt im Vogelsbergkreis in Hessen, wurde 1732 errichtet. Das Fachwerkhaus ist ein geschütztes Kulturdenkmal.
Das dreigeschossige Wohn- und Geschäftshaus hat eine schmucklose Fassade in Fachwerkbauweise. Auffallend sind die dichtstehenden Ständer rechts und links der Fenster. 
Die Inschrift über dem Erdgeschoss lautet: „AN GOTTES SEGEN IST ALLES GELEGEN DIESES HAUS HAT ERBAUET JOHANNES KOCH WIE AUCH IOHANN HEINRICH ANSCHÜTZ U SEINE E HAUSFRAU MARIA ANNO 1732“.